# バンダバーグ
バンダバーグ（Bundaberg）は、オーストラリア・クイーンズランド州の都市。 人口は7万921人（2018年）。

## 概要
バンダバーグは海岸から20kmほど内陸に入った平野に位置している。サトウキビの生産が盛んで、ラム酒が町の特産品となっている。
温暖な気候であり、気温は31℃と10℃の間である。年間雨量は1000mmくらいであまり多くない。
交通機関は市の中心部にバンダバーグ駅、市の南西にバンダバーグ空港があり、それぞれ州都ブリズベン行きの便がある。ブルース・ハイウェイが内陸部を通る。
バンダバーグ出身者の中では飛行家のバート・ヒンクラーが有名である。
大阪府の摂津市が姉妹都市である。

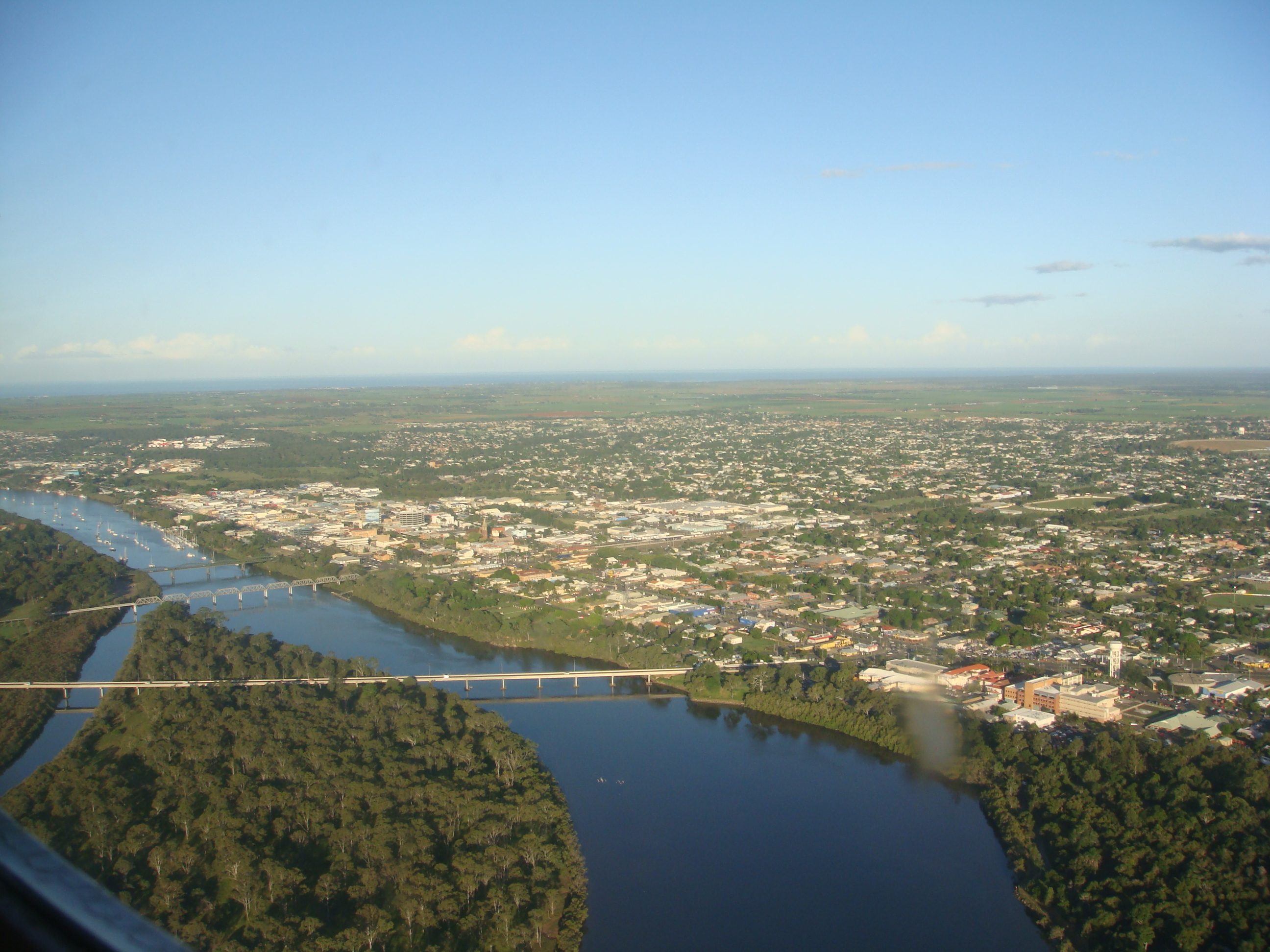
上空から
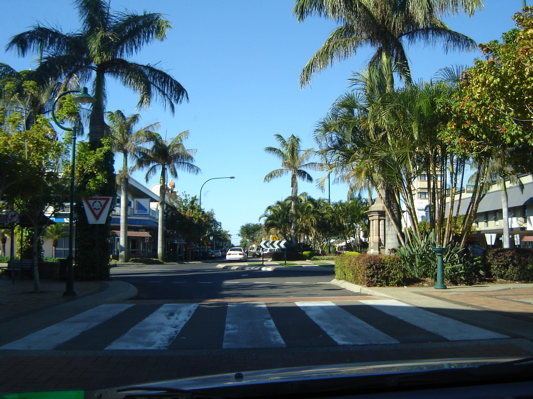
バーボン通り
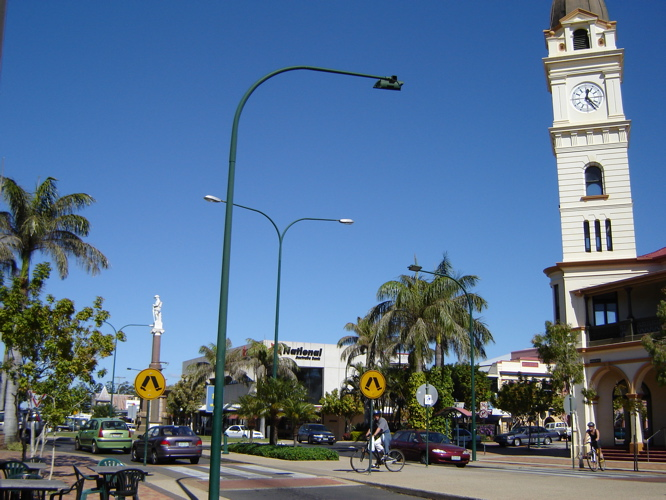
郵便局